# خارگیل پنانگی
خارگیل پنانگی (نام علمی: Durio pinangianus) نام یک گونه از سرده خارگیل است.